# Canthidium bituberifrons
Canthidium bituberifrons är en skalbaggsart som beskrevs av Henry Fuller Howden och Young 1981. Canthidium bituberifrons ingår i släktet Canthidium och familjen bladhorningar. Inga underarter finns listade.